# Касимча (село)
Касимча (на румънски: Casimcea) е село в Румъния. Разположено е в южната част на (жудец) окръг Тулча. До депортацията в 1940 г. в него и околните села са живели българи.
Селището е общински център в който влизат селата: Нова Чешма (на румънски: Cişmeaua Nouă), Станка (на румънски: Stânca), Коруджа (на румънски: Corugea), Гайдар (Хайдар) (на румънски: Haidar), Рахман (на румънски: Rahman) и Алифак (Разбоене) (на румънски: Războieni). Касъмчийска река която минава през него е една от значимите реки в Северна Добруджа.
В село Касимча е роден бележитият скулптор, академик Йон Жаля (1887-1983).